# Kaltbach (Spree)
Der Kaltbach, am Unterlauf auch Scheidenbach, ist ein linksseitiger Zufluss der oberen Spree zwischen Sohland an der Spree und Schirgiswalde-Kirschau im sächsischen Landkreis Bautzen mit einer Länge von knapp acht Kilometern.

## Beschreibung
Der Kaltbach entspringt östlich des Hutberges (500 m) im südlichen Teil der Gemarkung von Steinigtwolmsdorf. Sein Oberlauf führt zunächst mit nordöstlicher Richtung zwischen dem Petersberg (Srní, 463 m) sowie dem Mannsberg (456 m) und dem Höllenhübel (500 m) durch Wald und Wiesen. Am südwestlichen Fuß des Steinberges (446 m) erreicht der Bach Wehrsdorf. Entlang seines gesamten Mittellaufes erstreckt sich die Ortsbebauung von Wehrsdorf.
Am östlichen Fuß des Funkenburghügels (376 m) fließt dem Bach unterhalb des Hohberges an der Niedermühle das Waldwasser zu. Auf seinem Unterlauf, der bis 1845 die Südgrenze der böhmischen Exklave Schirgiswalde bildete, schlängelt sich auf diesem Abschnitt auch Scheidenbach genannte Bach an den auf den Hochufern angelegten Ansiedlungen Neuscheidenbach, Petersbach und Altscheidenbach vorbei durch eine breite Wiesenaue nach Osten. Dabei wird er zwischen Altscheidenbach und Petersbach von der Bahnstrecke Oberoderwitz–Wilthen und der Staatsstraße 116 überbrückt. Südwestlich der Kälbersteine (487 m) mündet der Kaltbach bei Petersbach in die Spree.

## Zuflüsse
In Wehrsdorf münden das Steinbergwasser sowie, vom Waldbad kommend, der Tännichtfluss ein. Unterhalb von Wehrsdorf fließt das Waldwasser und bei Neuscheidenbach das Tännichtwasser zu.